# پتیک توروسیان
پتیک خاچاطوری توروسیان (ارمنی: Պետիկ Խաչատուրի Թորոսյան زاده ۱۸۹۹ - درگذشته ۱۹۳۸) سیاستمدار اهل ارمنستان بود که از تاریخ ۲۸ ژانویه ۱۹۳۳ تا تاریخ ۱ اوت ۱۹۳۶ سمت وزارت دادگستری ارمنستان را برعهده داشت.

## زندگی‌نامه
وی در ۱۸۹۹ در وان به دنیا آمد و از دانشکده حقوق دانشگاه دولتی ایروان فارغ‌التحصیل گشت. . وی در ۱۹۳۸ در سن ۳۹ سالگی در تبعید درگذشت.

## نگارخانه

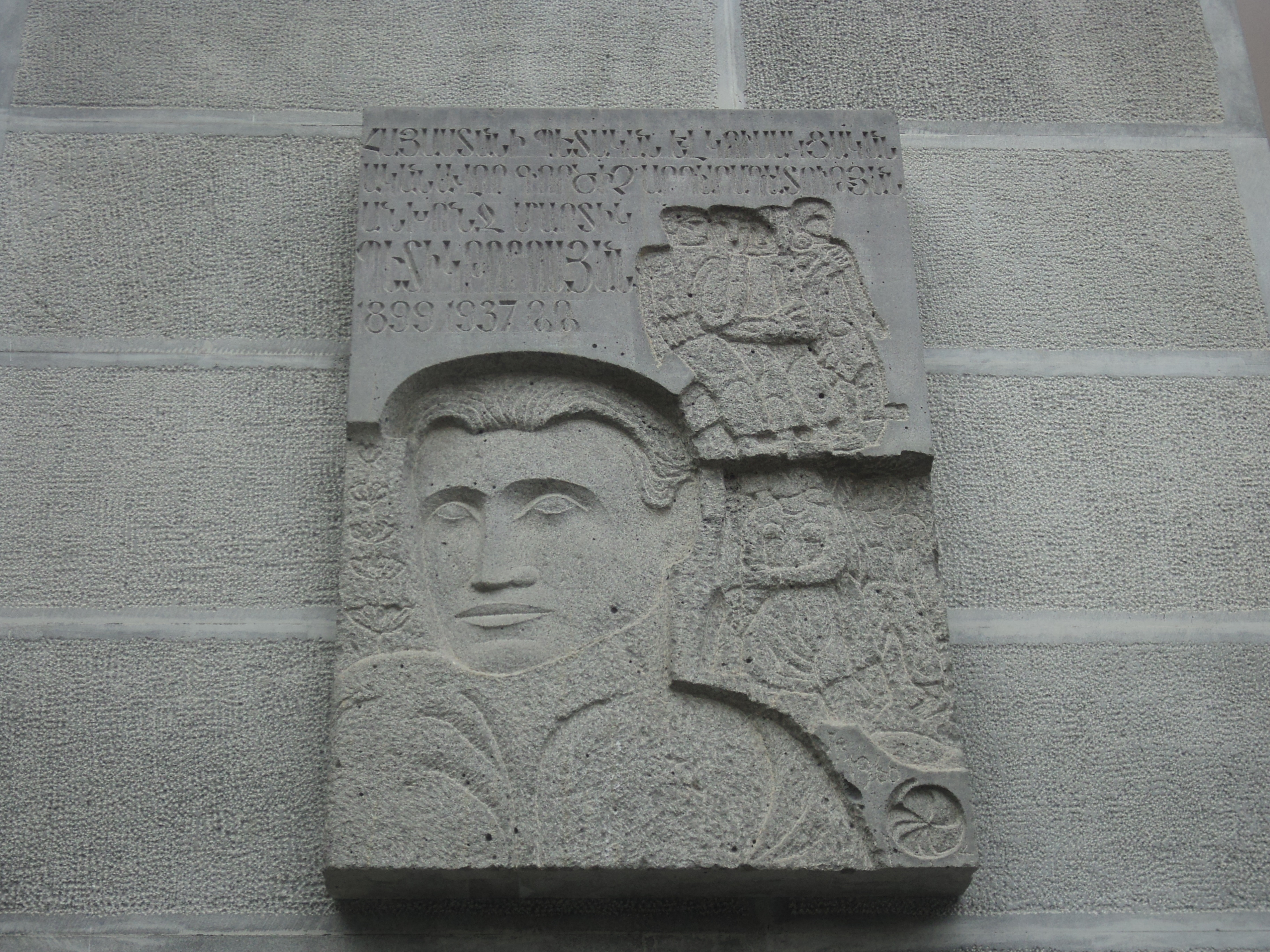